# Galloisiana kiyosawai
Galloisiana kiyosawai är en insektsart som beskrevs av Syoziro Asahina 1959. Galloisiana kiyosawai ingår i släktet Galloisiana och familjen Grylloblattidae. Inga underarter finns listade i Catalogue of Life.